# تلفيرية غربية
تلفيرية غربية (الاسم العلمي:Telfairia occidentalis) هي نوع من النباتات يتبع جنس التلفيرية من الفصيلة القرعية.